# Jean-Marie Rossi
Pour les articles homonymes, voir Rossi.
Jean-Marie Rossi est un architecte français de terrain de golf.

## Réalisations
- Golf de Sept Fontaines : Parcours "La Forêt", par 69 de 4 874 m
- Golf de Hulencourt : Parcours "Le Vallon", par 72 de 6 211 m

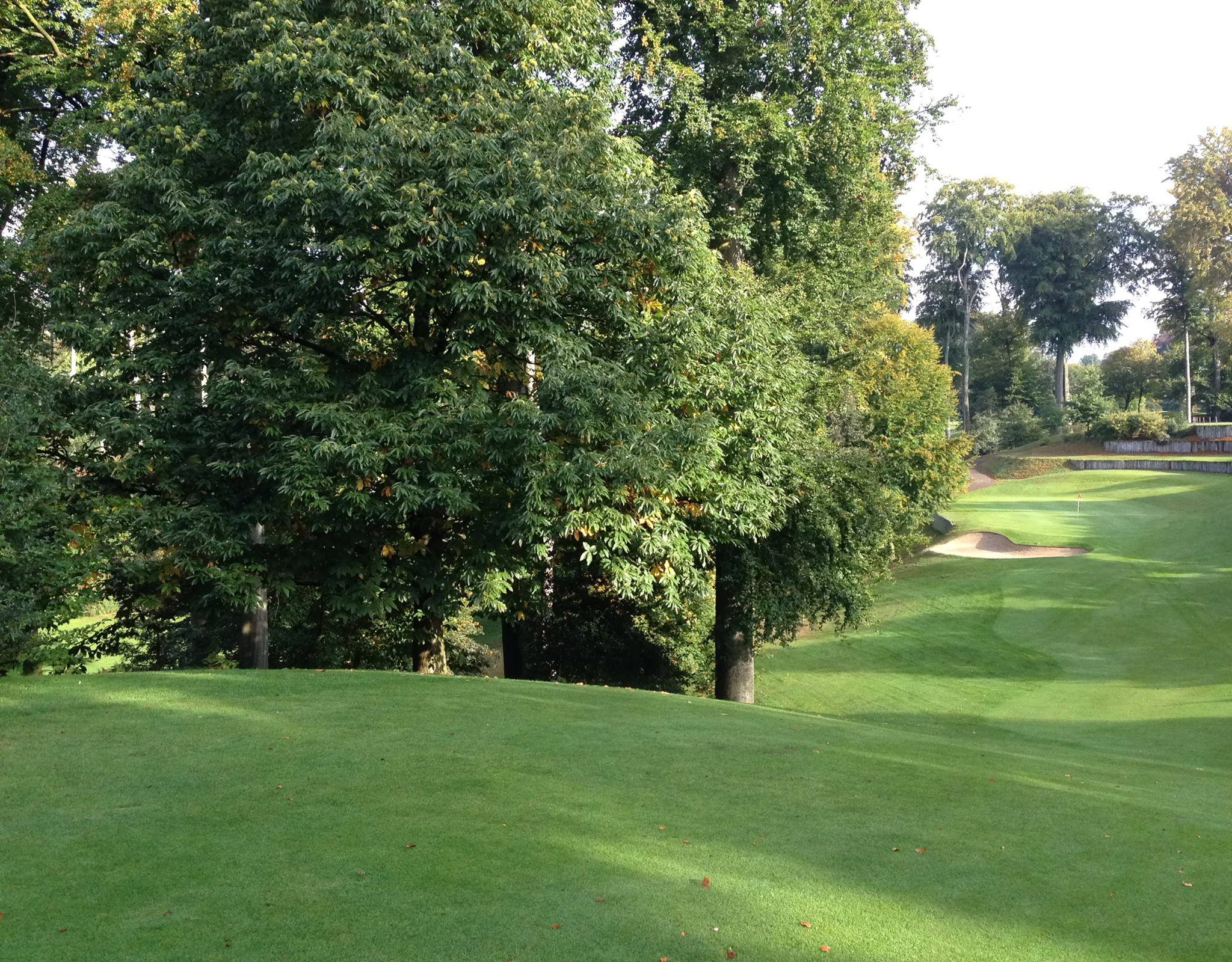
Vue du parcours "La Forêt" au Golf de Sept Fontaines
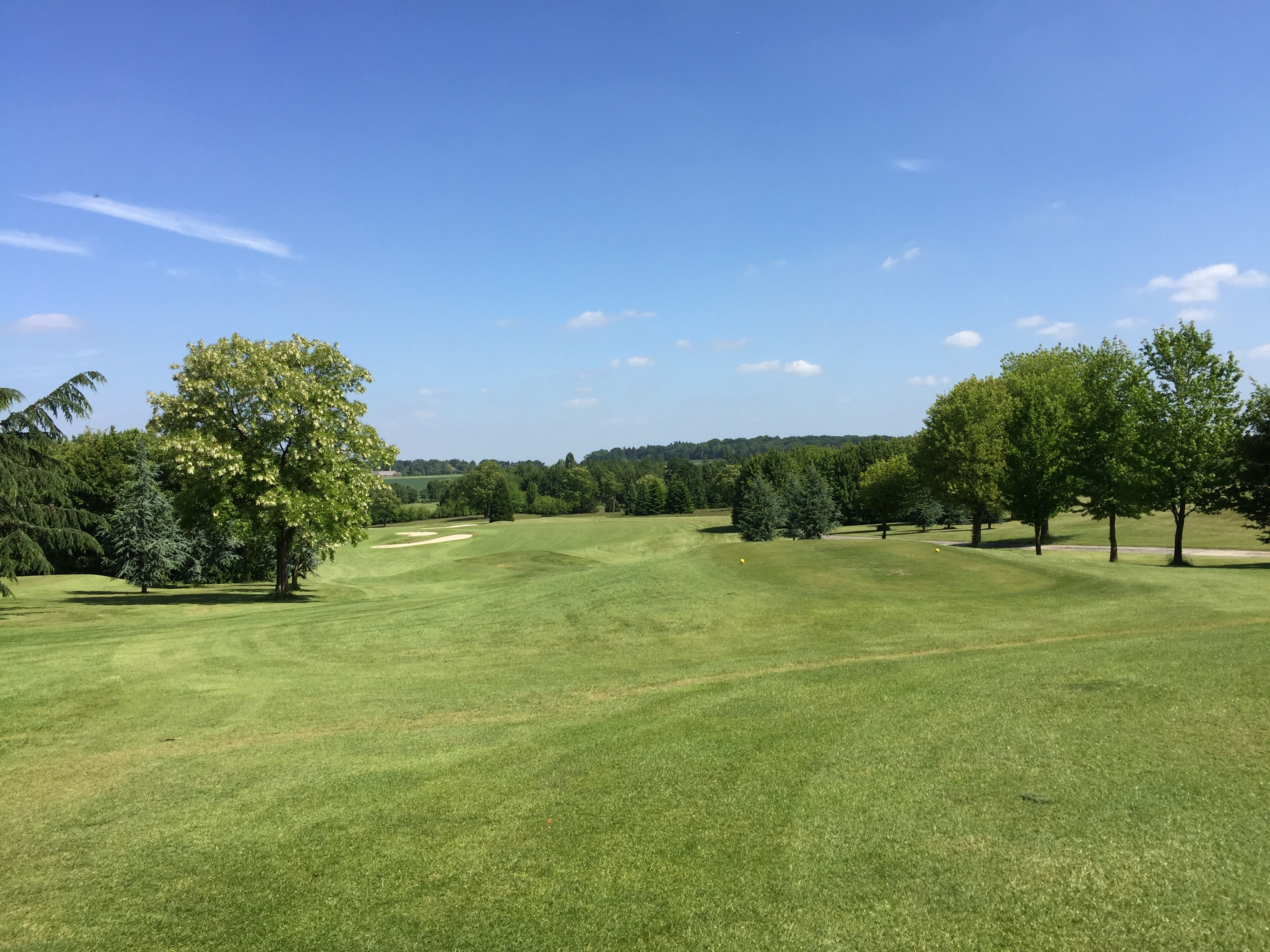
Vue du parcours "Le Vallon" au Golf de Hulencourt